# Flutter ventricular
El flutter ventricular es un tipo de arritmia ventricular (originada en las cámaras inferiores del corazón o ventrículos). Se caracteriza porque el corazón se contrae a un frecuencia muy rápida, superior a 200 latidos por minuto. En el electrocardiograma se aprecia un patrón continuo sinusoidal, sin que se visualicen los complejos QRS ni las ondas T. Es una situación de gran urgencia que está considerada una transición entre la taquicardia ventricular y la fibrilación ventricular, si no se realiza tratamiento desencadena muerte súbita. El tratamiento recomendado es la desfibrilación, que consiste en dar un choque eléctrico de corriente continua que despolariza simultáneamente todo el corazón.